# Списък на реките в Орегон
Списъкът на реките в Орегон включва основните реки, които текат в щата Орегон, Съединените американски щати.
По-голямата част от територията на щат попада във водосборния басейн на Тихия океан. В западната част реките и потоците се вливат директно в Тихия океан. В останалата част реките и потоците се вливат в река Колумбия, която също се влива в Тихия океан. Югоизточната част на щата е заета от Големия басейн – обширна област в САЩ, която е вътрешен водосборен басейн. Там реките и потоците се вливат в няколко езера като Харни, Мелхиор и Съмър.

## По водосборен басейн

### Тихи океан
- Колумбия
  - Уиламет
    - Клакамас
    - Сантиям
      - Норд Сантиям
      - Саут Сантиям

    - Макензи

  - Дешутес
    - Крукед Ривър

  - Джон Дей
  - Уилоу Крийк
  - Уматила
    - Бътър Крийк

  - Снейк Ривър
    - Гранд Ронд
      - Уалоуа

    - Имнаха
    - Паудър Ривър
    - Бърнт Ривър
    - Мелхиор
      - Уилоу Крийк

    - Оуайхи

- Нехалем

- Суислау

- Умпкуа
  - Норд Умпкуа
  - Саут Умпкуа

- Кокуил

- Руж Ривър
  - Илинойс
  - Беър Крийк

- Кламат
  - Уилямсън
    - Спрейдж Ривър

  - Лост Ривър

### Голям басейн
Езеро Харни
- Силвър Крийк

Езеро Мелхиор
- Силвис Ривър
- Донер унд Близен

## По азбучен ред
- Беър Крийк
- Бърнт Ривър
- Бътър Крийк
- Гранд Ронд
- Дешутес
- Джон Дей
- Донер унд Близен
- Илинойс
- Имнаха
- Клакамас
- Кламат
- Кокуил
- Колумбия
- Крукед Ривър
- Лост Ривър
- Макензи
- Мелхиор
- Нехалем
- Норд Сантиям
- Норд Умпкуа
- Оуайхи
- Паудър Ривър
- Руж Ривър
- Сантиям
- Саут Сантиям
- Саут Умпкуа
- Силвис Ривър
- Силвър Крийк
- Снейк Ривър
- Спрейдж Ривър
- Суислау
- Уалоуа
- Уиламет
- Уилоу Крийк (Колумбия)
- Уилоу Крийк (Мелхиор)
- Уилямсън
- Уматила
- Умпкуа